# Temnoscheila omolopha
Temnoscheila omolopha is een keversoort uit de familie schorsknaagkevers (Trogossitidae). De wetenschappelijke naam van de soort werd in 1971 gepubliceerd door Barron.